# Nhu.bzh
Nhu.bzh est un site web collaboratif français consacré à la Bretagne.

## Nom
NHU est l'acronyme de Ni Hon-Unan ou Nous-Mêmes en français.

## Ligne éditoriale
Le site réalise des reportages sur la Bretagne.

### Culture
Le site sort un article sur un roman graphique sur Añjela Duval. Le site couvre aussi la sortie de l'album Avel Azul de Nolwenn Korbell.

### Gastronomie
Le site suit un voyage organisé par Jérôme Le Gouic et Louison Audo sur la cuisine bretonne.

### Sport
Le site couvre la course Ar Redadeg.

## Nature
NHU Bretagne est une plateforme collaborative.

## Partenariat
Le site est partenaire de l’association Bretagne réunie.

## Prises de position

### «Basse-Bretagne»
Selon Rémy Penneg (d) :
En vieux français le terme « haut » s’appliquait aux territoires les plus proches de la capitale. Donc de Paris. Ainsi la Haute Bretagne et la Haute Corse. Également pour les deux régions administratives normandes avant leur réunification. En Bretagne c’est pire encore ! La Bretagne est basse où l’on parle breton. Ainsi, au passage, et par cette terminologie choisie, ne pas parler le breton rehausse !!

### Collaboration en Bretagne
En 2024, le site met en ligne un billet déclarant :
Les collabos de l’époque, qu’ils furent Bretons ou Français, sont tous morts à ce jour. Leurs enfants sont aujourd’hui des seniors et ne sont en rien responsables des actes de leurs parents. Mais une certaine phalange de nationalistes franchouillards, toujours aujourd’hui bloquée dans son roman national, atteint en seulement deux tweets le point Godwin dès qu’elle aperçoit, même de loin, ce qui lui semble être le moindre sentiment breton. Toute Bretonne, tout Breton, affichant le moindre Gwenn ha Du est qualifié sans retenue de « collabo », de « nazi » et autres délicates insultes, par ces revanchards haineux sans autre argument.

### Langue bretonne
En 2023, le site met en ligne un billet déclarant :
Les jeunes de Bretagne ne cesseront jamais de défendre leur culture, contre vents et marées.

## Rédacteurs
- Stéphane Brousse (d)[12]
- Rémy Penneg (d)[13]
- Yvon Ollivier (d)[14]
- Michel Feltin-Palas (d)[15]